# Arley de Queroz Sandim
Arley de Queroz Sandim (* 25. Mai 1986) ist ein ehemaliger brasilianischer Fußballspieler.

## Karriere
Im Jahre 2005 unterschrieb er einen Vertrag beim japanischen Zweitligisten Sagan Tosu. Für Tosu bestritt er fünf Zweitligaspiele. Von 2007 bis 2011 spielte er in Brasilien bei CE Nova Esperança, Roma Esporte Apucarana, Saad EC und Canoas SC.